# Asyndetus caudatus
Asyndetus caudatus är en tvåvingeart som beskrevs av Van Duzee 1916. Asyndetus caudatus ingår i släktet Asyndetus och familjen styltflugor.
Artens utbredningsområde är Arizona. Inga underarter finns listade i Catalogue of Life.